# Diether von Wedel
Horst Diether von Zittwitz, genannt von Wedel (* 2. Januar 1910 in Berlin; † 27. Oktober 1983 in Bad Homburg vor der Höhe) war persönlicher Adjutant des deutschen Reichsministers für Volksaufklärung und Propaganda Joseph Goebbels.

## Leben
Diether von Wedel war ein Sohn von Gerhard Barnim von Zittwitz und Margarete Riedel. Eineinhalb Jahre nach seiner Geburt hatten sich seine Eltern scheiden lassen, ohne sich weiter um ihren Sohn zu kümmern. Aus einem Heim heraus wurde der Sechsjährige durch den preußischen Major a. D. Detlev von Wedel (1862–1926) auf Althof und dessen Ehefrau Gertrud (1875–1947), geb. von Voß, eine Tochter des Generals Wilhelm von Voss, adoptiert.
Durch Allerhöchste Kabinettsorder vom 18. Juli 1918 erfolgte eine preußische Namens- und Wappenvereinigung als von Zittwitz, gen. von Wedel. Das Wappen wurde wie folgt blasoniert:
Von S. u. Schw. gesp., darin ein g.-bew. r.-bez. Doppeladler verw. Farbe, bel. als Herzschild mit dem von Wedel'schen Schild; 2 gekr. H.
Das ostpreußische Gut Althof hatte der Urgroßvater des Adoptivvaters, der aus Schönebeck im pommerschen Kreis Saatzig stammende Major Karl Wilhelm von Wedel, 1796 erworben.
Über eine abgeschlossene Schulausbildung oder ein Studium Wedels ist nichts bekannt. Seit 1929 war er Mitglied von NSDAP und SA und wurde 1930 in Straßenkämpfen mit Kommunisten verwundet. Als höherer SA-Führer, vermutlich im Rang eines Obersturmbannführers, war er seit November 1934 persönlicher Adjutant des Reichsministers für Volksaufklärung und Propaganda. Goebbels war anfangs zufrieden. „… lange, wertvolle Aussprache mit Wedel. Er darf nicht in die Bahnen von Schaumburg geraten. Ist ganz klug und vernünftig“. Er blieb seinem Adjutanten trotz dessen wenig solider Lebensweise auch in den anschließenden Jahren insgesamt gewogen und ließ ihn noch im Januar 1938 zum SA-Oberführer befördern. Im Frühling 1939 aber wies er, nach einer Indiskretion, „Hanke an, Wedel als Adjutant zu entlassen. Ich will diesen unzuverlässigen Burschen nicht mehr um mich haben“.
Wedel trat zur Marine über und wurde später, unklar, ob bereits Ende 1939 oder erst 1942, persönlicher Referent des Gauleiters von Ostpreußen, Erich Koch. Nach erneutem Wehrdienst in der Marine geriet er nach Kriegsende zunächst nach Konstanz und lebte später in Bad Homburg vor der Höhe. Er war viermal verheiratet.